# 源氏八領
源氏八領（げんじはちりょう）は、『保元物語』、『平治物語』などに記載された、清和源氏に代々伝えられたという8種の鎧。源家八領、源氏八甲とも。なお、「領」は鎧を数える際の単位（助数詞）。

## 概要
『保元物語』巻1「新院為義を召さるゝ事附鵜丸の事」には、源為義が重代相伝の月数・日数・源太が産衣・八龍・沢瀉・薄金・楯無・膝丸の八領の鎧が風で散り散りに吹き飛ばされるのを夢で見たことを理由の1つとして、出陣を断る場面がある。また、保元の乱で親子兄弟が敵味方となるにあたって、為義は自ら薄金を着用して5領を息子たちに着用させ、残る源太産衣・膝丸を敵方となった嫡子・義朝の下に届けさせたという。為義側は保元の乱で破れたものの、為義側の鎧には義朝の手に渡ったものもあったのか平治の乱で義朝と息子たちが着用しているが、義朝らの敗走により、楯無・八龍・沢瀉・産衣は美濃の雪中に脱ぎ捨てて失われた。ただし八龍のみはその後も『源平盛衰記』で義経の鎧として現れる。
薄金や八龍のように同名の別の鎧が存在するものもあり、甲斐武田氏に伝来し現存する国宝・楯無も源氏八領の一つとする伝承があるが別の鎧と考えられている。
なお、金刀比羅宮本『保元物語』でのみ、源太産衣の替わりに七龍が入っている。延文から応安ごろ（1356年 - 1375年）の成立とされる『異制庭訓往来』の6月7日条では、「凡源氏相伝鎧七竜・八竜・月数・日数・源太産衣・膝丸・薄金・小袖･･･」と書かれている。

## 月数
月数（つきかず）は、保元の乱では、為義の四男源頼賢が着用したことが『保元物語』巻2に見える。朽葉色の唐綾縅（舶来の綾絹を裂いて麻糸の芯を覆い、その糸で縅したもの）であるという。名前の由来は、その袖が色々縅（数種類の糸を使って縞模様になる手法）で12段あったから、兜の鉢の星の数又は矧板の間数が12であったからともいわれる。著者不詳の『鎧毛色品々』では冑の間板が12枚であったことに由来するとし、左右袖板も12枚、草摺も12間とされているが平安時代の鎧に草摺12間は考えにくく、後世の付会とみられる。保元の乱で頼賢は捕らえられ斬られたため、途中で脱ぎ捨てたか乱後に源義朝の手に渡ったとも考えられるが、以降の行方は記録に見えない。

## 日数
日数（ひかず）は、保元の乱では、為義の五男源頼仲が着用したという甲冑である。『鎧毛色品々』では名前の由来は、兜の鉢の星の数が364あったからとされるが、これも疑わしくこじつけとみられる。

## 源太が産衣
源太が産衣（げんたがうぶきぬ）は、源氏の嫡男の鎧の着初めで使われたという甲冑。異本によっては「元太がうぶぎぬ」、「くわんたかうふきぬ」、「ぐはつたが産衣」「丸太産衣」などとも記される。小一条院に忠実に仕えた源頼義は覚えもめでたく、院より生まれたばかりの嫡子源義家の顔を見たいとの言葉があり、ここで拝領した、もしくはこの機会に新調して、その袖に義家を座らせて参内したことからといわれる。『平治物語』巻1では髭切と並ぶ源氏の重宝とされ、源義家が2歳の時院に召されて着用したとされている。『義経記』では義家が元服の際八幡宮で着たとされている。
『平治物語』では胸板に天照皇太神・正八幡大菩薩とあしらい、左右の袖には藤の花が威してあったと記されている。保元の乱では、源為義が膝丸とともに長子・義朝に送ったが小型の鎧のため義朝は着用していない。平治の乱で源頼朝が着用し、敗走中に美濃の青墓で脱ぎ捨てられた。この時、頼朝は満12歳である。
その後の記録には登場しなくなるものの、『運歩色葉集』では後述する小袖の別名として「丸太産衣」が見える。
摂津源氏の源頼政も「産衣」という名の鎧を着用したことが『源平盛衰記』に見えるが、源太が産衣とは別の鎧である。

## 八龍

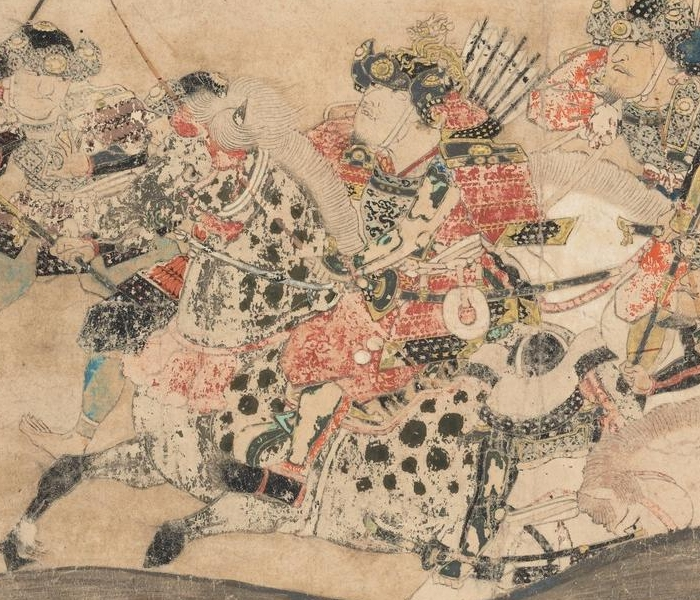
『後三年合戦絵詞』の源義家。

八龍（はちりょう）は、『保元物語』によれば源義家が後三年の役の際着用したという鎧で、胸板など全身に8匹の龍（八大龍王）の飾りが付けられた甲冑とされる。為義の八男源為朝に与えられたが、7尺（210センチ）の巨漢であり、小さ過ぎたので、同形式で白糸縅の鎧を作らせて身に着けたという（大型八龍）。前述のように為義が義朝に送ったのは源太産衣・膝丸の2領のはずだが、京師本・杉原本『保元物語』では八龍を義朝が着用したことになっている。
また、平治の乱では、義朝の長男源義平が着用し、敗走中に美濃の山中で脱ぎ捨てられた。『源平盛衰記』によると、源氏重代の鎧で為朝が着用した八龍は後日源義経の手に渡り、屋島の戦いで戦功があった小林神五宗行に与えられたという。為朝が着用したのは八龍を模して新調した鎧のため源氏重代の鎧というのとは矛盾するが、伊勢貞丈は『源家八領鎧考』で、源氏八領の八龍は金龍をあしらったものと『保元物語』の異本に見える一方、宗行に与えられたのは銀龍とあるから、実際に与えられたのは模造の方で、重代の鎧というのは義経が紛らして伝えたものだとしている。
後世には鎧の代名詞的存在となり、龍の飾りをつけた甲冑はみな八龍と呼ばれることがあった。『信長公記』では、今川義元も桶狭間合戦で八龍の兜を被っていたという。江戸時代に松平定信が紙製の模造の八龍を作らせている。昭和時代になって、関保之助・小堀鞆音の考証にもとづき、甲冑師三浦助市の手で八龍を復元した鎧がある。

## 沢瀉

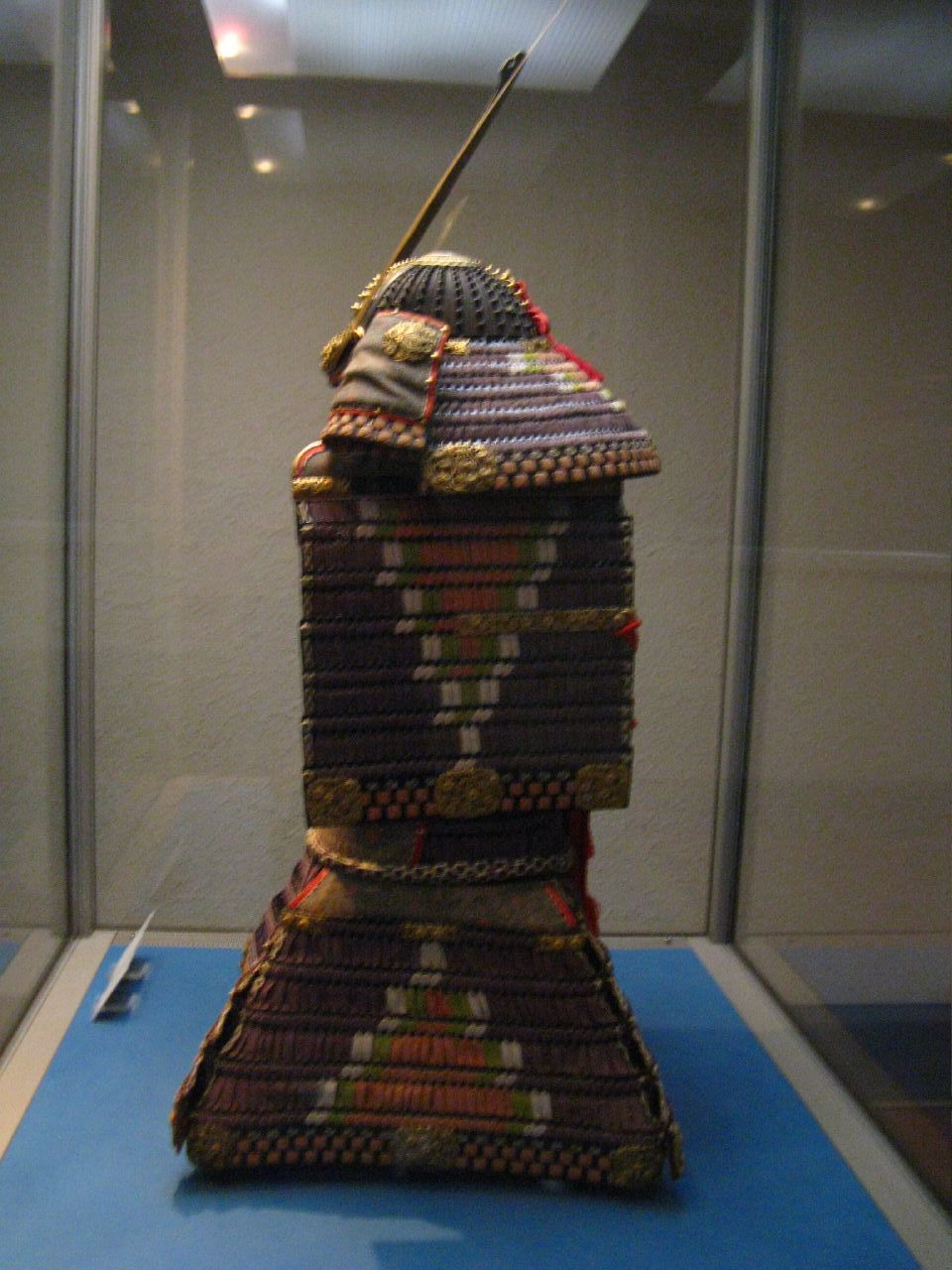
参考・沢瀉縅大鎧（東京国立博物館所蔵）

沢瀉（おもだか、旧仮名遣いでは「をもだか」）は、『平治物語』には沢瀉威にした鎧であることが見える。
日本の鎧は、鉄や革に漆を塗った小札（こざね）を糸で綴じて（これを「縅（おどし）」という）作るが、ここで数種類の糸を使って袖（そで）や錣（しころ）に三角形の文様を描く手法を、オモダカの葉の形になぞらえて、沢瀉縅（おもだかおどし）と呼ぶ。沢瀉も、この形式の装飾が施された鎧と考えられている。
平治の乱では、義朝の次男源朝長が着用し、敗戦で落ち延びる際に、雪中に脱ぎ捨てたという。

## 薄金
薄金（うすがね）は、源氏の棟梁のみが着用を許された甲冑である。保元の乱では源為義が着用した。 『保元物語』では「緋威に鍬形打ったる冑」とある。鉄小札を革に交ぜたり、必要な部分に鉄小札を用いる鎧がまだ一般的でなかった平安時代に、そのような形式の鎧を薄金と一般に呼んだことに由来するとみられる。『鎧毛色品々』では精錬の鉄によって作られていることに由来するとしている。源氏八領の薄金と同名の別の鎧として、伴助兼、木曽義仲（長門本『平家物語』巻16）、新田義貞（『太平記』巻16、『梅松論』）、小早川家重伝などの薄金がある。
なお、愛知県豊田市の猿投神社に伝来する樫鳥糸威鎧（重要文化財）がこの薄金であるという伝承が存在するが、応永2年（1395年）の寄進状によれば、伴次郎助兼が後三年の役の際、源義家から与えられた楯無の鎧であるという。『後三年合戦絵巻』上巻では伴助兼が源義家から与えられたのは薄金の鎧とされており、時系列から伴助兼が与えられた薄金は保元の乱の際源氏に伝わっていたものとは別の鎧とみられる。

## 楯無
楯無（たてなし）は、その堅牢さから盾がいらないといわれるのが名の由来である。『平治物語』では黒糸威で獅子丸の裾金物が打ってあったとされる。平治の乱で源義朝が着用し、敗走の際に脱ぎ捨てられた。甲斐源氏に伝来した楯無の鎧は、義朝に脱ぎ捨てられた後回収され甲斐武田家に届けられたものとの伝承があるが、新井白石『本朝軍器考』、土肥経平『本朝軍器考補正』など否定的見解が多数派で、伊勢貞丈は『源家八領鎧考』で源氏八領の楯無の模作としている。

## 膝丸
膝丸（ひざまる）は、『保元物語』によれば牛1000頭の膝の皮を集めて作ったとされる甲冑で、このため牛の精が入り込み主を嫌うとされ、塵を払うにも精進潔斎して取り出すとされている。着用の記録もなく、その後の行方も不明である。

## 小袖
小袖（こそで）は、『保元物語』では源氏八領に含まれないが室町時代の『異制庭訓往来』で源氏八領に数えられている鎧。足利尊氏所用の鎧で、足利将軍家に伝来し「御小袖（おんこそで）」と呼ばれた。のちには源義家所用との伝承が生まれ、源太が産衣と同一の鎧とされることもあったが子ども用かつ平安時代中期の源太が産衣とは異なる鎧とみられる。

## 関連文献
- 『新日本古典文学大系43　保元物語 平治物語 承久記』岩波書店、1992年
- 『源平盛衰記』国民文庫、1911年
- 『本朝軍器考』故実叢書、新井白石
- 『有職故実大辞典』鈴木敬三編、1995年